# Ada chlorops
Ada chlorops es una orquídea epífita originaria de Centroamérica.

## Características
Es una planta de tamaño pequeño a mediano, que prefiere clima cálido a fresco, es cada vez más  epífita y requiere cada vez menos sombra. Presenta pseudobulbos aovado-lanceolados, comprimidos lateralmente que son totalmente envueltos por las vainas y que llevan una única hoja apical, carinada, sub-coriácea, elíptica-lanceolada a aovada y  aguda. Produce una inflorescencia axilar en racimo de 20 a 30 cm de largo con 5 a 10  flores con brácteas membranosas, están ligeramente perfumadas y son algo carnosas y muy pequeñas para el género, ya que solo tiene 2.5 cm de largo. Florece en el otoño.

## Distribución y hábitat
Se distribuye por Nicaragua, Costa Rica y Panamá en los bosques húmedos de montaña en alturas de 1000 a 2000 m s. n. m.

## Cultivo
Necesita para crecer condiciones de clima cálido a fresco con moderada luz durante el verano, y abundancia de luz durante el invierno. Durante el período de crecimiento, es esencial una alta humedad para culminar con éxito el cultivo.  La maceta, donde debe esté la planta, debe ser de tamaño mediano y no debe secarse por completo cuando está creciendo, por lo que es necesario darle suficiente drenaje para evitar que se pudra la raíz. Se le debe proporcionar un clima de niebla a menudo, si es posible, por la mañana para imitar el rocío del hábitat natural. Debe plantarse en maceta y proporcionarle un drenaje medio en corteza de abeto.

## Taxonomía
Ada chlorops fue descrita por (Endrés & Rchb.f.) N.H.Williams y publicado en Brittonia 24(1): 105–106. 1972. 
brachypus
chlorops: epíteto que se refiere a su color verde.
Sinonimia
Los siguientes nombres se consideran sinónimos de Ada chlorops:
- Brassia chlorops Endrés & Rchb.f. 1873;
- Brassia parviflora Ames & C.Schweinf. 1925[4][5]